# Aurora (film, 2014)
Pour les articles homonymes, voir Aurora.
Pour plus de détails, voir Fiche technique et Distribution.
Aurora est un film chilien réalisé par Rodrigo Sepúlveda, sorti en 2014.

## Synopsis
Sofía, une enseignante adopte un bébé trouvé dans une décharge publique. Mais le bébé meurt et comme il n'a pas légalement d'identité, Sofía décide d'aller devant le juge pour que l'enfant ait une tombe.
Le scénario est inspiré d'une histoire vraie

## Fiche technique
- Titre : Aurora
- Réalisation : Rodrigo Sepúlveda
- Scénario : Rodrigo Sepúlveda
- Musique : Carlos Cabezas
- Photographie : Enrique Stindt
- Montage : Andrea Chignoli et José Luis Torres Leiva
- Production : Florencia Larrea et Rodrigo Sepúlveda
- Société de production : Caco Films et Forastero
- Société de distribution : Zootrope Films (France)
- Pays :  Chili
- Genre : Drame
- Durée : 83 minutes
- Dates de sortie : 
  -  Chili : 6 novembre 2014
  -  France : 24 février 2016

## Distribution
- Amparo Noguera : Sofía Olivari
- Luis Gnecco : Pedro
- Jaime Vadell : Juez Águila
- Francisco Pérez-Bannen : Dr. Schultz
- Patricia Rivadeneira : Berta
- María José Siebald : Carla
- Carolina Jullian : Claudia

## Accueil
Pour Thomas Sotinel du Monde, « le film dépend trop de son personnage pour se déployer vraiment ». Mathilde Blottière pour Télérama estime que le film « frappe par sa pudeur et sa sobriété ».